# La Capelle-lès-Boulogne

La Capelle-lès-Boulogne este o comună în departamentul Pas-de-Calais, Franța. În 1 ianuarie 2022 avea o populație de 1.571 de locuitori.